# Craugastor aurilegulus
Craugastor aurilegulus är en groddjursart som först beskrevs av Savage, McCranie och Wilson 1988.  Craugastor aurilegulus ingår i släktet Craugastor och familjen Craugastoridae. IUCN kategoriserar arten globalt som starkt hotad. Inga underarter finns listade i Catalogue of Life.